# Phruronellus
Phruronellus is een geslacht van spinnen uit de familie Phrurolithidae.

## Soorten
- Phruronellus californicus Chamberlin & Gertsch, 1930
- Phruronellus floridae Chamberlin & Gertsch, 1930
- Phruronellus formica (Banks, 1895)
- Phruronellus formidabilis Chamberlin & Gertsch, 1930
- Phruronellus pictus Chamberlin & Gertsch, 1930